# Федосеєвка (Кандалакський район)
Федосеєвка (рос. Федосеевка) — село у Кандалакському районі Мурманської області Російської Федерації.
Населення становить 3 особи. Орган місцевого самоврядування — Кандалакське міське поселення .

## Населення
| 2002 | 2010 |
| ---- | ---- |
| 18   | ↘3   |